# Stångehamn
Stångehamn – miejscowość (tätort) w Szwecji, w regionie administracyjnym (län) Kalmar, w gminie Oskarshamn.
Według danych Szwedzkiego Urzędu Statystycznego liczba ludności wyniosła: 207 (31 grudnia 2018) i 205 (31 grudnia 2019).